# Erucastrum meruense
Erucastrum meruense är en korsblommig växtart som beskrevs av Bengt Edvard Jonsell. Erucastrum meruense ingår i släktet kålsenaper, och familjen korsblommiga växter.

## Underarter
Arten delas in i följande underarter:
- E. m. balense
- E. m. meruense
- E. m. yemenense